# Selección de fútbol playa de Tailandia
La Selección de fútbol playa de Tailandia es el equipo que representa al país en la Copa Mundial de Fútbol Playa de FIFA, los Juegos de Playa de Asia, el Campeonato de Fútbol Playa de la AFF y el Campeonato de Fútbol Playa de la AFC; y es controlada por la Asociación de Fútbol de Tailandia.

## Estadísticas

### Copa Mundial de Fútbol Playa FIFA
| Copa Mundial de Fútbol Playa FIFA | Copa Mundial de Fútbol Playa FIFA | Copa Mundial de Fútbol Playa FIFA | Copa Mundial de Fútbol Playa FIFA | Copa Mundial de Fútbol Playa FIFA | Copa Mundial de Fútbol Playa FIFA | Copa Mundial de Fútbol Playa FIFA | Copa Mundial de Fútbol Playa FIFA |
| Año                               | Ronda                             | J                                 | G                                 | G+                                | P                                 | GF                                | GC                                |
| --------------------------------- | --------------------------------- | --------------------------------- | --------------------------------- | --------------------------------- | --------------------------------- | --------------------------------- | --------------------------------- |
| 2005                              | Fase de grupos                    | 2                                 | 0                                 | 0                                 | 2                                 | 3                                 | 13                                |
| 2006                              | No participó                      | No participó                      | No participó                      | No participó                      | No participó                      | No participó                      | No participó                      |
| 2007                              | No participó                      | No participó                      | No participó                      | No participó                      | No participó                      | No participó                      | No participó                      |
| 2008                              | No participó                      | No participó                      | No participó                      | No participó                      | No participó                      | No participó                      | No participó                      |
| 2009                              | No participó                      | No participó                      | No participó                      | No participó                      | No participó                      | No participó                      | No participó                      |
| 2011                              | No participó                      | No participó                      | No participó                      | No participó                      | No participó                      | No participó                      | No participó                      |
| 2013                              | No clasificó                      | No clasificó                      | No clasificó                      | No clasificó                      | No clasificó                      | No clasificó                      | No clasificó                      |
| 2015                              | No clasificó                      | No clasificó                      | No clasificó                      | No clasificó                      | No clasificó                      | No clasificó                      | No clasificó                      |
| 2017                              | No clasificó                      | No clasificó                      | No clasificó                      | No clasificó                      | No clasificó                      | No clasificó                      | No clasificó                      |
| 2019                              | No clasificó                      | No clasificó                      | No clasificó                      | No clasificó                      | No clasificó                      | No clasificó                      | No clasificó                      |
| 2021                              | No clasificó                      | No clasificó                      | No clasificó                      | No clasificó                      | No clasificó                      | No clasificó                      | No clasificó                      |
| Total                             | 1/11                              | 2                                 | 0                                 | 0                                 | 2                                 | 3                                 | 13                                |

### Copa Asiática de Fútbol Playa
| Copa Asiática de Fútbol Playa | Copa Asiática de Fútbol Playa | Copa Asiática de Fútbol Playa | Copa Asiática de Fútbol Playa | Copa Asiática de Fútbol Playa | Copa Asiática de Fútbol Playa | Copa Asiática de Fútbol Playa | Copa Asiática de Fútbol Playa |
| Año                           | Ronda                         | J                             | G                             | G+                            | P                             | GF                            | GC                            |
| ----------------------------- | ----------------------------- | ----------------------------- | ----------------------------- | ----------------------------- | ----------------------------- | ----------------------------- | ----------------------------- |
| 2006 - 2011                   | No participó                  | No participó                  | No participó                  | No participó                  | No participó                  | No participó                  | No participó                  |
| 2013                          | Decimotercer lugar            | 5                             | 2                             | 0                             | 3                             | 15                            | 16                            |
| 2015                          | Fase de grupos                | 2                             | 0                             | 0                             | 2                             | 3                             | 11                            |
| 2017                          | Fase de grupos                | 2                             | 0                             | 0                             | 2                             | 3                             | 9                             |
| 2019                          | Fase de grupos                | 3                             | 1                             | 0                             | 2                             | 8                             | 10                            |
| Total                         | 4/9                           | 12                            | 3                             | 0                             | 9                             | 29                            | 46                            |

### Asian Beach Games
| Asian Beach Games Record | Asian Beach Games Record | Asian Beach Games Record | Asian Beach Games Record | Asian Beach Games Record | Asian Beach Games Record | Asian Beach Games Record | Asian Beach Games Record | Asian Beach Games Record |
| Año                      | Ronda                    | J                        | G                        | G+                       | P                        | GF                       | GC                       | GD                       |
| ------------------------ | ------------------------ | ------------------------ | ------------------------ | ------------------------ | ------------------------ | ------------------------ | ------------------------ | ------------------------ |
| 2008                     | Fase de grupos           | 3                        | 0                        | 1                        | 2                        | 7                        | 11                       | –4                       |
| 2010                     | Fase de grupos           | 3                        | 0                        | 0                        | 3                        | 8                        | 29                       | –21                      |
| 2012                     | Fase de grupos           | 3                        | 1                        | 0                        | 2                        | 4                        | 8                        | –4                       |
| 2014                     | Cuartos de final         | 6                        | 4                        | 0                        | 2                        | 19                       | 15                       | +4                       |
| 2016                     | TBD                      | TBD                      | TBD                      | TBD                      | TBD                      | TBD                      | TBD                      | TBD                      |
| 2018                     | TBD                      | TBD                      | TBD                      | TBD                      | TBD                      | TBD                      | TBD                      | TBD                      |
| Total                    | Best: Quarter-Final      | 15                       | 5                        | 1                        | 9                        | 38                       | 63                       | –25                      |

### AFF Championship
| Asean Championship Record | Asean Championship Record | Asean Championship Record | Asean Championship Record | Asean Championship Record | Asean Championship Record | Asean Championship Record | Asean Championship Record | Asean Championship Record |
| Año                       | Ronda                     | J                         | G                         | G+                        | P                         | GF                        | GC                        | GD                        |
| ------------------------- | ------------------------- | ------------------------- | ------------------------- | ------------------------- | ------------------------- | ------------------------- | ------------------------- | ------------------------- |
| 2014                      | 3.er lugar                | 5                         | 4                         | 0                         | 1                         | 19                        | 14                        | +5                        |
| Total                     | Mejor: 3.er lugar         | 5                         | 4                         | 0                         | 1                         | 19                        | 14                        | +5                        |

### Campeonato Mundial de Fútbol Playa (BSWW)
| Beach Soccer Worldwide | Beach Soccer Worldwide | Beach Soccer Worldwide | Beach Soccer Worldwide | Beach Soccer Worldwide | Beach Soccer Worldwide | Beach Soccer Worldwide | Beach Soccer Worldwide | Beach Soccer Worldwide |
| Año                    | Ronda                  | J                      | G                      | G+                     | P                      | GF                     | GC                     | GD                     |
| ---------------------- | ---------------------- | ---------------------- | ---------------------- | ---------------------- | ---------------------- | ---------------------- | ---------------------- | ---------------------- |
| 1995                   | No participó           | No participó           | No participó           | No participó           | No participó           | No participó           | No participó           | No participó           |
| 1996                   | No participó           | No participó           | No participó           | No participó           | No participó           | No participó           | No participó           | No participó           |
| 1997                   | No participó           | No participó           | No participó           | No participó           | No participó           | No participó           | No participó           | No participó           |
| 1998                   | No participó           | No participó           | No participó           | No participó           | No participó           | No participó           | No participó           | No participó           |
| 1999                   | No participó           | No participó           | No participó           | No participó           | No participó           | No participó           | No participó           | No participó           |
| 2000                   | No participó           | No participó           | No participó           | No participó           | No participó           | No participó           | No participó           | No participó           |
| 2001                   | No participó           | No participó           | No participó           | No participó           | No participó           | No participó           | No participó           | No participó           |
| 2002                   | Cuarto Lugar           | 5                      | 2                      | 0                      | 3                      | 14                     | 21                     | –7                     |
| 2003                   | No participó           | No participó           | No participó           | No participó           | No participó           | No participó           | No participó           | No participó           |
| 2004                   | No participó           | No participó           | No participó           | No participó           | No participó           | No participó           | No participó           | No participó           |
| Total                  | 1/10                   | 5                      | 2                      | 0                      | 3                      | 14                     | 21                     | –7                     |